# Гетеризм
Шаблон:Расширить статью
Гетери́зм — термин, впервые предложенный немецким культурологом Иоганном Якобом Бахофеном в середине XIX века для обозначения, по его мнению, первобытной стадии человеческих половых отношений, характеризующейся отсутствием устойчивых брачных форм. Эта идея была частью теории о стадийном развитии общества от гетеризма к гинекократии, а затем к патриархату.
Современная наука рассматривает представления Бахофена как устаревшие и спекулятивные. Однако термин «гетеризм» может использоваться в антропологии для обозначения определённых этнографических практик, связанных с обменом женщинами или сексуальным гостеприимством в традиционных обществах.

## Историография
Бахофен изложил свою концепцию в труде Das Mutterrecht (1861), где утверждал, что изначально существовало общество, в котором женщины пользовались сексуальной свободой, а отцовство не признавалось. Это состояние он назвал «гетеризмом». За ним, согласно Бахофену, следовала стадия матриархата, когда женщины начали играть центральную роль в обществе, а затем — переход к патриархату.
Позднее эти идеи были восприняты другими исследователями, включая Льюиса Генри Моргана и Фридриха Энгельса. Энгельс использовал понятие «гетеризм» в своей работе Происхождение семьи, частной собственности и государства, связывая его с доисторическими формами сексуальных отношений.
Современные этнологи и историки критикуют эти теории как основанные на ограниченном источниковом материале и культурных предубеждениях XIX века.

## Этнографические практики
Хотя концепция гетеризма как универсальной стадии развития общества считается устаревшей, термин применяется для обозначения ряда практик в традиционных культурах:
- Искупительный гетеризм — обычай, при котором женщина до брака должна вступить в половой контакт с представителем жречества или старейшиной. Иногда связывается с понятием право первой ночи.
- Гостеприимный гетеризм — право гостя на интимную близость с женой или дочерью хозяина. В некоторых культурах такая практика была частью ритуалов включения чужака в общину.

По мнению французского этнографа А. ван Геннепа, подобные обычаи могли быть частью переходных ритуалов, и сексуальный контакт рассматривался как акт включения, аналогичный совместной трапезе.
Этнолог В. Досталь в исследовании Южной Аравии описывает «сексуальное гостеприимство» как форму культурного обмена, основанного на взаимности и не подразумевающего материальной выгоды, в отличие от проституции.